# Galium hypocarpium
Galium hypocarpium é uma espécie do gênero Galium.

## Taxonomia
A espécie foi descrita em 1861 por Stephan Endlicher.